# Hyle
Hyle är en sjö i Gotlands kommun i Gotland och ingår i Gothemån-Snoderåns kustområde. Sjön har en area på 0,0588 kvadratkilometer och ligger 2,1 meter över havet. Vid provfiske har abborre, gädda, mört och sarv fångats i sjön.

## Delavrinningsområde
Hyle ingår i det delavrinningsområde (641995-169137) som SMHI kallar för Rinner mot Fårösund. Avrinningsområdets medelhöjd är 12 meter över havet och ytan är 9,2 kvadratkilometer. Det finns inga delavrinningsområden uppströms utan avrinningsområdet är högsta punkten. Delavrinningsområdets utflöde mynnar i havet, utan att ha någon enskild mynningsplats. Delavrinningsområdet består mestadels av skog (38 procent), öppen mark (15 procent) och jordbruk (25 procent). Avrinningsområdet har 0,06 kvadratkilometer vattenytor vilket ger avrinningsområdet en sjöprocent på 0,6 procent. Bebyggelsen i området täcker en yta av 1,86 kvadratkilometer eller 20 procent av avrinningsområdet.